# Будинок ради

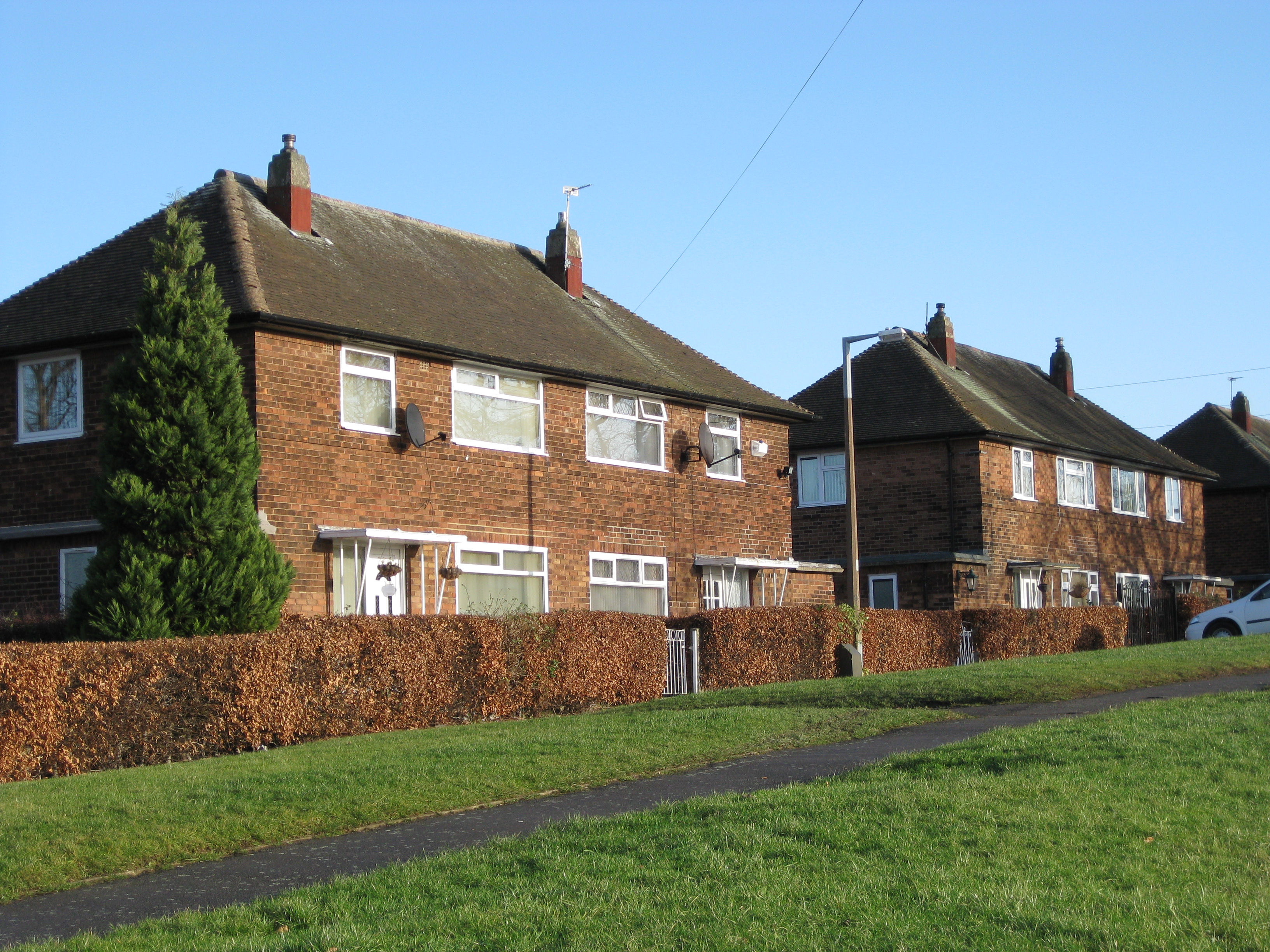
Напівквартирний будинок ради в Сікрофті, Лідс, Західний Йоркшир

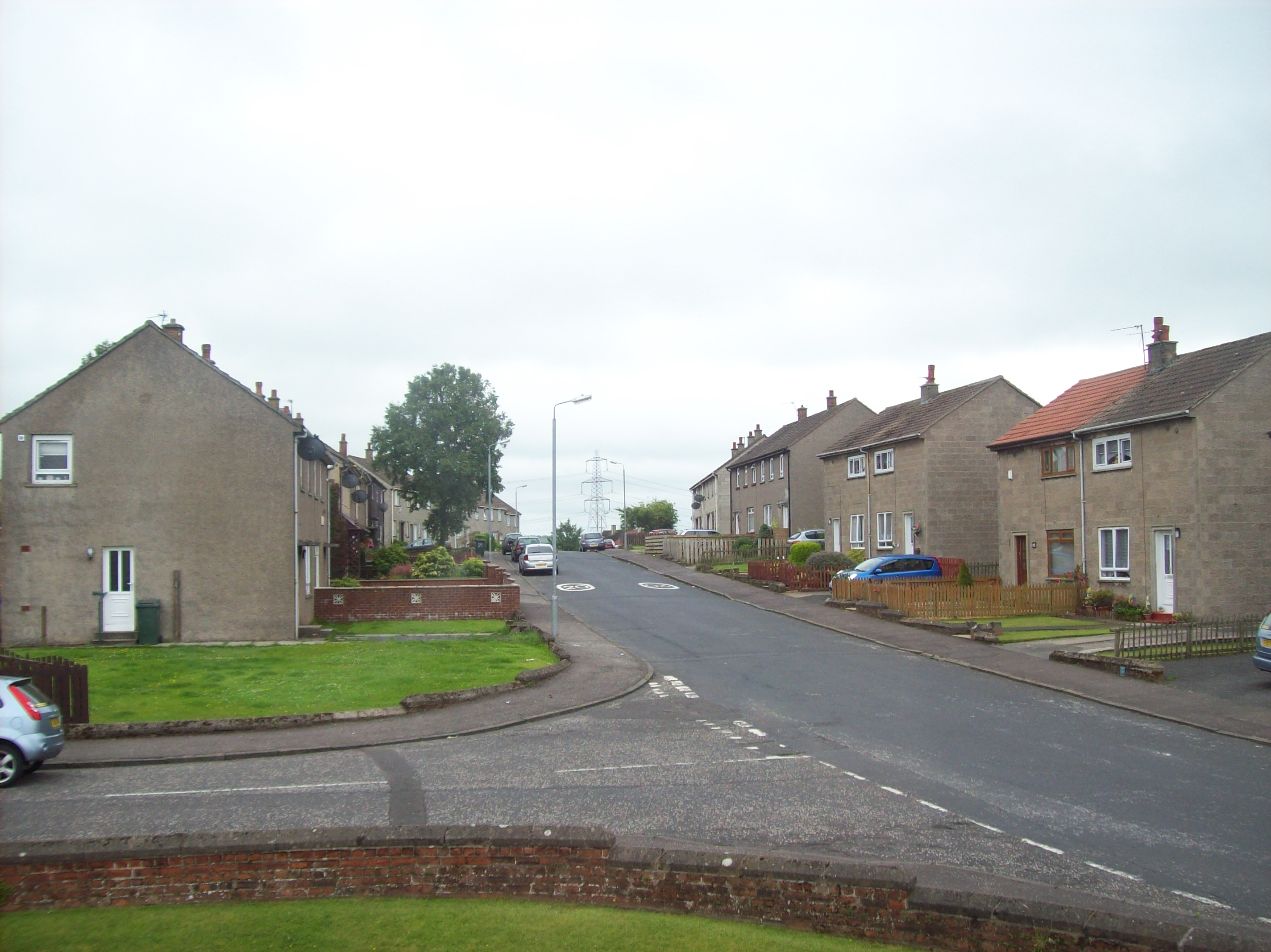
Суміш міського та колишнього міського житла (через схему «Право на покупку») у Герлфорді, Східний Ейршир, Шотландія

Будинок ради — форма британського державного житла, побудованого місцевою владою. Муніципальний маєток – це комплекс будівель, що містить ряд будинків муніципалітету та інших зручностей, таких як школи та магазини. Будівництво велося в основному з 1919 року після прийняття Закону про житло 1919 року до 1980-х років, з того часу було побудовано набагато менше міського житла. Існували місцеві варіанти дизайну, але всі вони відповідали будівельним стандартам місцевої влади. Житлові закони 1985 та 1988 років сприяли передачі муніципального житла некомерційним житловим асоціаціям із доступом до приватного фінансування, і ці нові житлові асоціації стали постачальниками більшості нового житла державного сектора. До 2003 року 36,5% соціального орендного житла перебувало у власності житлового товариства.

## Історія
Дизайн будинків у Сполученому Королівстві визначається серією житлових актів, а дизайн будинків державного житла визначається урядовими директивами та відносинами центральних урядів із місцевими органами влади. З перших втручань у Закон про охорону здоров’я 1875 року будинки муніципалітету могли бути загальним житлом для робітничого класу, загальним житлом, частиною програм очищення нетрів або просто будинками для найбільш нужденних. Вони могли фінансуватися безпосередньо місцевими радами, шляхом стимулів центрального уряду або доходів, отриманих від продажу інших будинків. Вони все частіше переходять через інструмент житлових товариств у приватний сектор. 

## Дизайн

### Закон Аддісона про житло (1918–1923)
Відповідно до Закону Аддісона 1919 року будинки зазвичай являли собою будинки з трьома спальнями, вітальнею та кухонною кімнатою, іноді також із вітальнею. Деякі мали дві, чотири чи навіть п’ять спалень, а також великі сади, призначені для вирощування овочів. Щонайбільше вони були побудовані на 3000/км 2. Загалом вони були побудовані відповідно до рекомендацій звіту Тюдора Волтерса . Приклади можна знайти в Downham, Watling Estate та Becontree. 

### Будинки лейбористського уряду (1924–1930)
Закон Аддісона 1919 року та гостра нестача житла на початку 1920-х років створили перше покоління будинків з електрикою, водопроводом, ванними кімнатами, внутрішніми туалетами та передніми/задніми садами. Однак аж до 1930-х років деякі були побудовані з туалетами просто неба. У деяких не було ванної кімнати; ванну часто можна було зустріти на кухні з конструкцією, яка дозволяла їй виконувати роль робочої поверхні.

### Менші будинки (1931–1939)
З Законом про житло 1930 року, також відомим як Закон Грінвуда, уряд сигналізував про зміну пріоритету, розчищення нетрів. Дорегульоване житлове будівництво з терасами мало бути розчищено, а мешканці переселені в нові міські будинки. Фінансування було скорочено, а щільність забудови на периферійних ділянках збільшилася, що призвело до погіршення якості будівництва. Колишні орендарі будинків у центрі міста були виселені далеко від своїх робочих місць, не маючи змоги дозволити собі вищу орендну плату (хоча й знижену порівняно з рівнями 1919 року) або витрати на транспорт. Стійкі спільноти розпалися, а разом з цим і мережі підтримки.

### Тимчасові збірні (1941–1950)

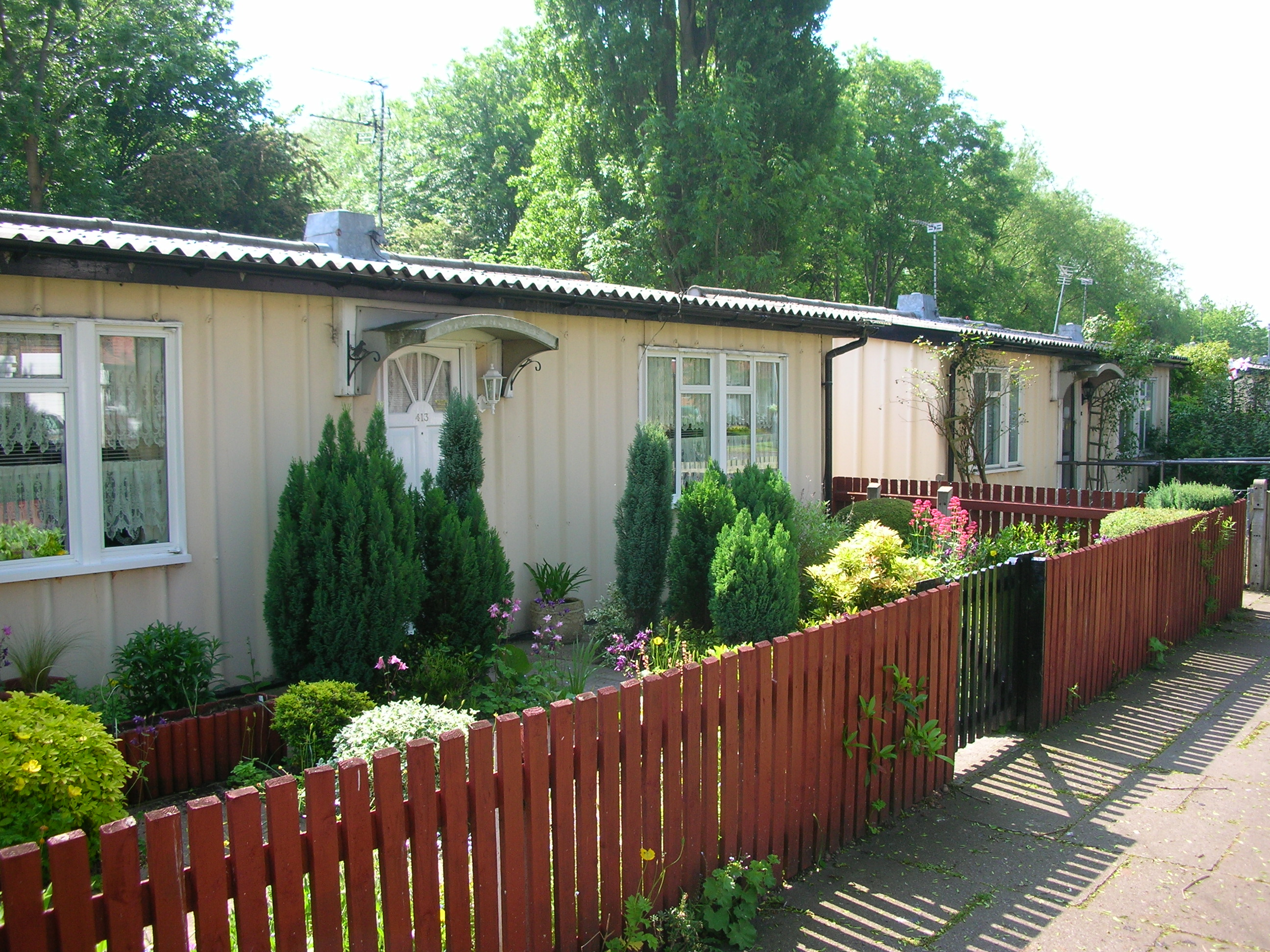
Збірні будинки Фенікс зі списку II класу на Вейк Грін Руд, Бірмінгем

Усі збірні блоки, затверджені Міністерством робіт, повинні були мати мінімальний розмір 635 квадратних футів (59,0 м2), а секції повинні бути менше ніж 7' 6" (2,3 м) завширшки. Ці "обслуговуючі одиниці" повинні були включати комбіновану збірну кухню, що лежала спиною до спини, яка виходила на попередньо побудовану ванну кімнату, тому вода труби, каналізаційні труби та електророзподілення були в одному місці, а отже їх було легко встановити. Будинок зберігав вугільний вогонь із заднім котлом для створення як центрального опалення, так і постійного постачання гарячої води. Таким чином, ванна кімната включала змивний туалет і ванну розміром з людину з гарячою проточною водою. На кухні були вбудовані духовка, холодильник і водонагрівач baxi. Усі збірні будівлі згідно з житловим актом були попередньо оздоблені магнолією з глянцевим зеленим кольором на всій додатковій деревині, включно з обшивкою дверей і плінтусами.

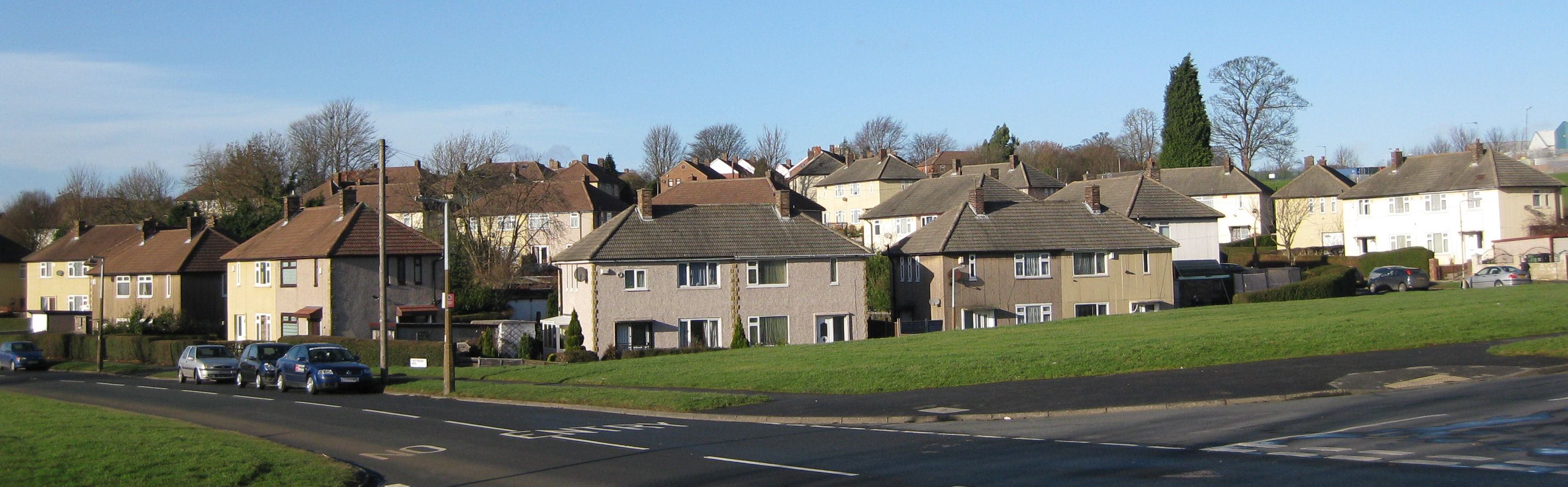
Кітайські будинки 1950-х років у Сікрофті, Лідс, Західний Йоркшир

### Будинки Паркера Морріса
Комітет Паркера Морріса склав впливову доповідь 1961 року про стандарти житлової площі в державному житлі у Сполученому Королівстві під назвою «Дім на сьогодні і завтра». У звіті зроблено висновок, що якість соціального житла необхідно покращити, щоб відповідати зростанню рівня життя. На основі звіту вийшли стандарти Parker Morris . У 1963 році вони були викладені в «Дизайн-бюлетені 6 – Простір у домі» Міністерства житлового будівництва. Вони стали обов’язковими для всіх будинків рад з 1967 по 1980 рр.  Серед стандартів Parker Morris були вимоги, які стверджували, що:
- В одно-, дво- і трикімнатних помешканнях необхідний один змивний унітаз, який може бути у ванній кімнаті.
- Двоквартирний або терасовий будинок для чотирьох осіб повинен мати чисту площу 72 м2.
- Житло для трьох і більше осіб повинно мати закрите приміщення для зберігання кухні об’ємом 2,3 куба.
- Житла повинні бути обладнані системами опалення, які підтримують кухню та циркуляційне приміщення на рівні 13 °C, а вітальня та їдальня – 18 °C, коли зовнішня температура становить -1 °C.

### Баштові блоки

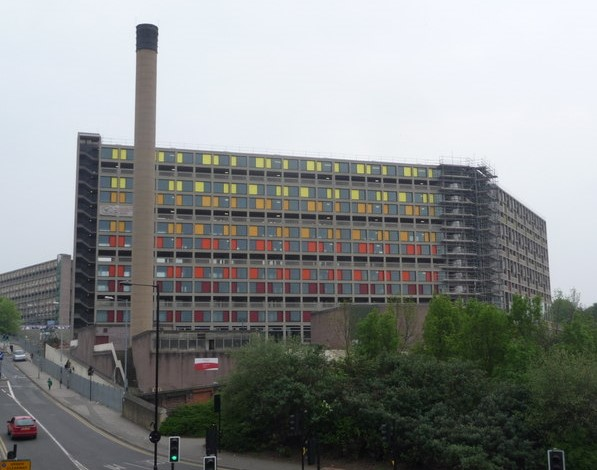
Park Hill у Шеффілді, побудований у 1950-60-х роках і відремонтований у 2010-х роках.

Зокрема, у великих містах ради будували багатоповерхові квартали з 1960-х до 1980-х років для розміщення великої щільності житла за відносно низьку вартість. Відомі схеми включають Park Hill у Шеффілді, Hulme Crescents у Манчестері, Cottingley у Лідсі, Churchill Gardens у Лондоні та багато прикладів у Глазго.

### Редберн Стайл Естейтс 1970-х років

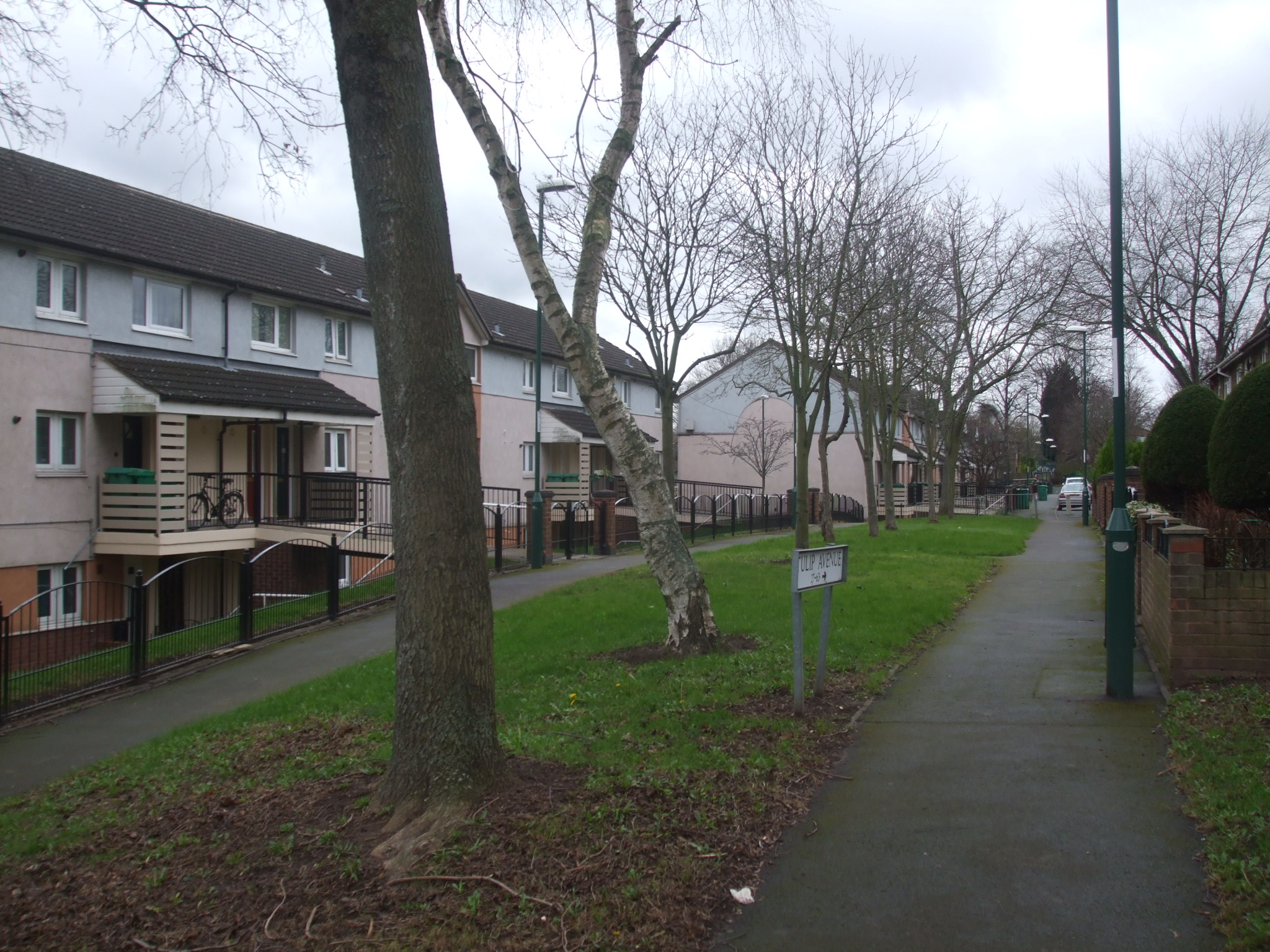
Макет Radburn. Мезонети на Тік-авеню, в маєтку Сент-Енн, Ноттінгем, будинки, що стоять на Тюльпан-авеню, Ноттінгем. До верхніх будинків можна потрапити з цієї пішохідної доріжки, тоді як доступ автомобіля обмежений перехрестям доріг.

План житла Редберн, який мав на меті відокремити автомобілі від житла, широко використовувався в нових містах. Як наслідок, до будинків можна дістатися спереду лише пішохідними доріжками. Це створило зони з поганим наглядом, особливо за паркуванням автомобілів позаду, які стали центром злочинності. У Скелмерсдейлі орендарі вимагають реконструкції свого житла в стилі Редберн, щоб створити придатний для захисту простір із паркуванням поблизу їхніх будинків і зменшенням зон загального користування, які спричиняють антисоціальну поведінку.

### Відродження 21 століття
У 2010-х роках відбулося пожвавлення в будівництві муніципальних будинків з упором на енергоефективність. Такі схеми, як Accordia у Кембриджі та Голдсміт-стріт у Норвічі отримали нагороди. У Лондоні космічні стандарти були знову запроваджені через Лондонський план, і ради, зокрема Саутворк і Хаунслоу, будують тисячі нових будинків ради.